# Jahorina (montagne)
Pour les articles homonymes, voir Jahorina.
Le mont Jahorina (en cyrillique :  Јахорина) est une montagne située dans le sud-est de la Bosnie-Herzégovine, au sud de la ville de Sarajevo. Son sommet culmine à 1 913 mètres.
Tout comme les autres montagnes autour de Sarajevo, le mont Jahorina est une destination touristique populaire pour la randonnée pédestre et le ski. La station de ski qui a été développée sur ses pentes — qui offre le plus vaste domaine skiable de Bosnie-Herzégovine — a accueilli des épreuves sportives lors des Jeux olympiques d'hiver de 1984. Elle en était l'un des sites principaux avec les montagnes voisines de Bjelašnica et de Igman. Le mont Jahorina est mentionné dans le Journal de Zlata de Zlata Filipovic.